# Campeonato Mundial de Atletismo de 2011 - 100 m com barreiras feminino
A prova dos 100 metros com barreiras feminino do Campeonato Mundial de Atletismo de 2011 foi disputada entre os dias 2 e 3 de setembro  no Daegu Stadium, em Daegu

## Recordes
Antes desta competição, os recordes mundiais e do campeonato nesta prova eram os seguintes.
| Tipo                  | Atleta           | Tempo | Local        | Data                  | Ref |
| --------------------- | ---------------- | ----- | ------------ | --------------------- | --- |
|                       | Yordanka Donkova | 12:21 | Stara Zagora | 20 de agosto de 1988  | ver |
| Recorde do campeonato | Ginka Zagorcheva | 12:34 | Roma         | 4 de setembro de 1987 | ver |

## Medalhistas
| Ouro                | Prata                     | Bronze            |
| Sally Pearson (AUS) | Danielle Carruthers (USA) | Dawn Harper (USA) |

## Cronograma
| Data          | Hora  | Evento    |
| ------------- | ----- | --------- |
| 2 de setembro | 10:20 | Bateria   |
| 3 de setembro | 19:15 | Semifinal |
| 3 de setembro | 21:00 | Final     |

Todos os horários são horas locais (UTC +9)

## Resultados

### Bateria
Qualificação: Os 4 de cada bateria (Q) e os 4 mais rápidos (q) avançam para a semifinal.
Vento: Bateria 1: +1.0 m/s, Bateria 2: -0.6 m/s, Bateria 3: -1.6 m/s, Bateria 4: 0.0 m/s, Bateria 5: +1.3 m/s
| Colocação | Atleta              | Tempo          |
| --------- | ------------------- | -------------- |
| 1         | Kellie Wells        | 12 s 73 Q      |
| 2         | Vonette Dixon       | 12 s 82 Q      |
| 3         | Nikkita Holder      | 12 s 90 Q (PB) |
| 4         | Natalya Ivoninskaya | 12 s 96 Q      |
| 5         | Nevin Yanit         | 13 s 07 q (SB) |
| 6         | Sonata Tamošaityte  | 13 s 28        |
| 7         | Kierre Beckles      | 13 s 44        |
| 8         | Dipna Lim Prasad    | 14 s 40        |

| Colocação | Atleta           | Tempo     |
| --------- | ---------------- | --------- |
| 1         | Sally Pearson    | 12 s 53 Q |
| 2         | Derval O'Rourke  | 13 s 07 Q |
| 3         | Brigitte Merlano | 13 s 23 Q |
| 4         | Beate Schrott    | 13 s 25 Q |
| 5         | Marina Tomic     | 13 s 36   |
| 6         | Lavonne Idlette  | 13 s 39   |
| 7         | Hye-lim Jung     | 13 s 39   |

| Colocação | Atleta             | Tempo     |
| --------- | ------------------ | --------- |
| 1         | Tiffany Porter     | 12 s 84 Q |
| 2         | Lina Flórez        | 12 s 98 Q |
| 3         | Tatyana Dektyareva | 13 s 05 Q |
| 4         | Lisa Urech         | 13 s 16 Q |
| 5         | Marzia Caravelli   | 13 s 26   |
| 6         | Cindy Billaud      | 13 s 50   |
| 7         | Dedeh Erawati      | 13 s 56   |
| 8         | Jeimy Bernárdez    | 14 s 45   |

| Colocação | Atleta                 | Tempo          |
| --------- | ---------------------- | -------------- |
| 1         | Danielle Carruthers    | 12 s 79 Q      |
| 2         | Phylicia George        | 12 s 84 Q      |
| 3         | Lucie Škrobáková       | 12 s 89 Q (SB) |
| 4         | Brigitte Foster-Hylton | 12 s 96 Q (SB) |
| 5         | Cindy Roleder          | 13 s 01 q      |
| 6         | Seun Adigun            | 13 s 13 q (SB) |
| 7         | Anne Zagré             | 13 s 47        |
| 8         | Béatrice Kamboulé      | 13 s 76 (SB)   |